# Буховець Олег Юлійович
Олег Юлійович Буховець (нар. 10 липня 1974) — український діяч, 1-й секретар Балаклійського районного комітету КПУ Харківської області. Народний депутат України 7-го скликання.

## Біографія
Закінчив Харківський державний технічний університет сільського господарства, інженер-механік.
Член КПУ. 1-й секретар Балаклійського районного комітету КПУ Харківської області. Депутат Балаклійської районної ради Харківської області.
Народний депутат України 7-го скликання з .12.2012 до .11.2014 від КПУ № 15 в списку. Член фракції КПУ (з грудня 2012 до липня 2014), член групи «За мир та стабільність» (з липня 2014). Голова підкомітету з питань органів виконавчої влади Комітету з питань державного будівництва та місцевого самоврядування (з .12.2012).